# گوران ویسنجیک
گوران ویسنجیک (به انگلیسی: Goran Višnjić) (زاده ۹ سپتامبر ۱۹۷۲) بازیگر کرووات است.
از فیلم‌های معروف او می‌توان به بازی در جادوی عملی، مصلح، متعهد، به سارایوو خوش‌آمدید و قبایل پالوس وردس اشاره کرد.